# Häuschenstraße 1 (Gernrode)

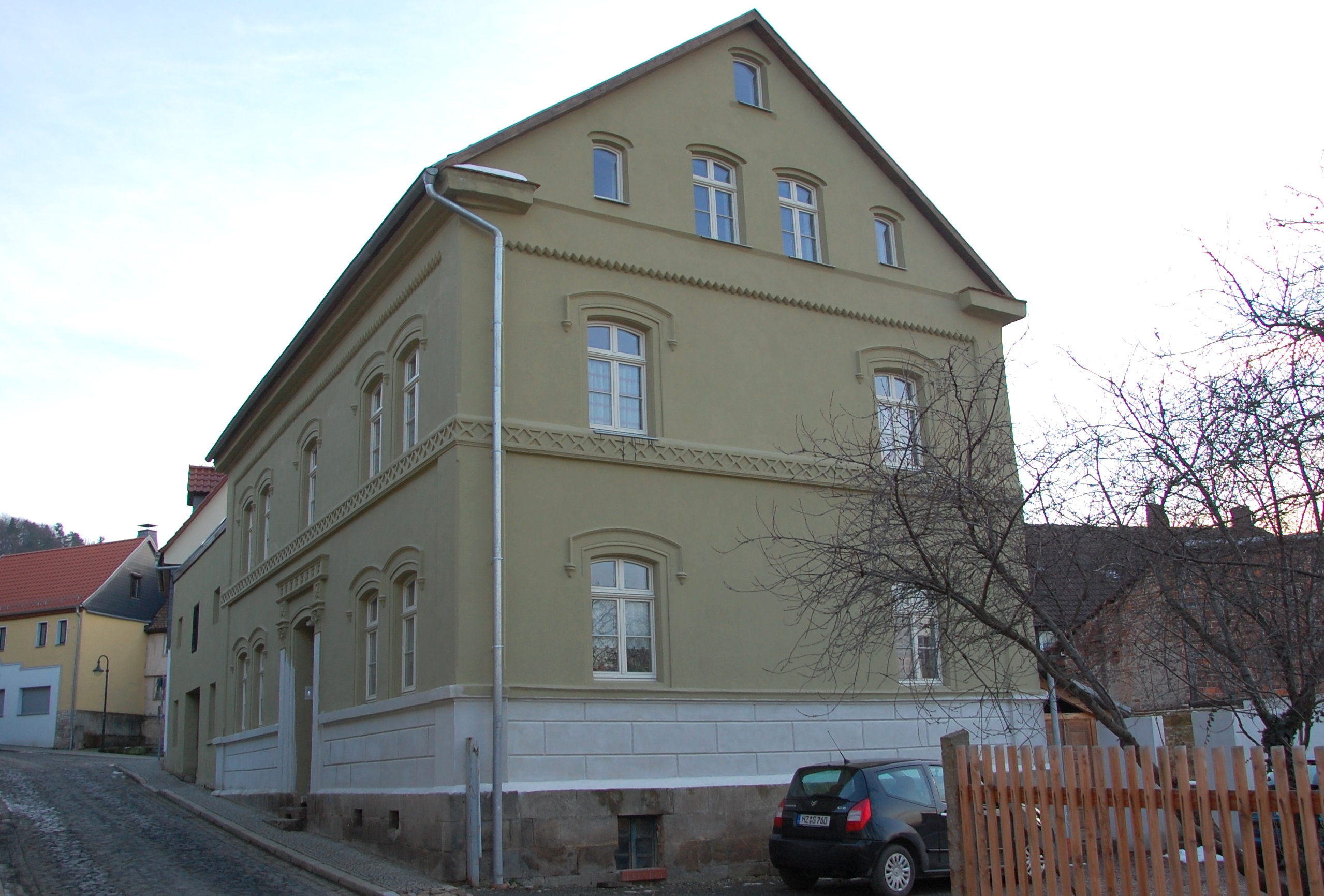
Haus Häuschenstraße 1

Das Haus Häuschenstraße 1 ist ein denkmalgeschütztes Gebäude in dem zur Stadt Quedlinburg in Sachsen-Anhalt gehörenden Ortsteil Stadt Gernrode.

## Lage
Das Haus befindet sich im nördlichen Teil der Gernröder Altstadt auf der Westseite der Häuschenstraße und ist im örtlichen Denkmalverzeichnis als Wohnhaus eingetragen.

## Architektur und Geschichte
Das zweigeschossige Wohnhaus entstand in der Zeit um 1850 im Stil der Neogotik. Es ist in massiver Bauweise errichtet und mit seiner Traufe zur Straße hin ausgerichtet. Die Fassade ist symmetrisch gestaltet. Der mittig angeordnete Hauseingang ist durch ein Pilasterportal hervorgehoben.